# Topkinskij rajon
Il Topkinskij rajon (in russo Топкинский район?) è un rajon dell'Oblast' di Kemerovo, nella Russia europea; il capoluogo è Topki. Istituito nel 1976, ricopre una superficie di 2.690 chilometri quadrati e consta di una popolazione di circa 18.000 abitanti.